# Spår (matematik)
Spåret är inom matematiken summan av diagonalelementen i en kvadratisk matris. Dvs, givet matrisen {\displaystyle A} av storlek {\displaystyle n} med elementen {\displaystyle a_{ij}}, är spåret:
{\displaystyle \operatorname {tr} \,A=\sum _{k=1}^{n}a_{kk}}
Beteckningen {\displaystyle \operatorname {tr} A} kommer från engelskans trace. Även beteckningen {\displaystyle \operatorname {sp} A} efter tyskans spur förekommer.

## Egenskaper
För spåret av {\displaystyle A} gäller:
- {\displaystyle \operatorname {tr} \,(A)=\operatorname {tr} \,(A^{T})}.
- {\displaystyle \operatorname {tr} \,(A+B)=\operatorname {tr} \,(A)+\operatorname {tr} \,(B)}.
- {\displaystyle \operatorname {tr} \,(\alpha A)=\alpha \operatorname {tr} \,(A)}.
- {\displaystyle \operatorname {tr} \,(ABC)=\operatorname {tr} \,(CAB)=\operatorname {tr} \,(BCA)}.

Observera att den sista egenskapen inte är kommutativitet, matriserna får inte byta plats hur som helst, man får dock flytta dem cykliskt (matrisen som står först får sättas sist och vice versa).
Man kan visa att spåret är invariant under similärtransformation, det vill säga en transformation av formen:
{\displaystyle A'=BAB^{-1}\,}.
Eftersom:
{\displaystyle \operatorname {tr} (A')=\operatorname {tr} (BAB^{-1})=\operatorname {tr} (B^{-1}BA)=\operatorname {tr} (A)}
Härav följer att spåret av {\displaystyle A} är lika med summan av egenvärdena till {\displaystyle A}, {\displaystyle \lambda _{1},\dots \lambda _{n}}:
{\displaystyle \operatorname {tr} \,A=\sum _{k=1}^{n}\lambda _{k}}.
Detta inses lätt för diagonaliserbara matriser. Alla matriser kan dock skrivas på Jordans normalform (alternativt kan man använda Schurs sats), då matrisen genom en similärtransformation omvandlas till en matris på en blockdiagonal form med egenvärdena i diagonalen, så att formeln ovan följer.

## Användning
Med spåret av en matris kan man definiera en inre produkt i vektorrummet av alla komplexa (eller reella) matriser av format {\displaystyle m\times n} genom:
{\displaystyle \langle A,B\rangle =\operatorname {tr} \,(A^{*}B)}
Där {\displaystyle A^{*}} är det hermiteska konjugatet av {\displaystyle A}. Genom den inre produkten kan man inducera en matrisnorm:
{\displaystyle \|A\|={\sqrt {\operatorname {tr} \,(A^{*}A)}}}
som är samma norm som Frobeniusnormen.

## Generalisering
Spårkonceptet kan generaliseras till spårklassen av kompakta operatorer i Hilbertrum.